# Улица Композиторов (Санкт-Петербург)
Улица Компози́торов — улица в Выборгском районе Санкт-Петербурга. Соединяет Проспект Луначарского с Суздальским проспектом. Находится в микрорайоне Шувалово-Озерки.

## География
Улица Композиторов пересекает или граничит с проспектом Луначарского, улицей Асафьева, улицей Хошимина, проспектом Просвещения, улицей Прокофьева и Суздальским проспектом.
Ближайшие станции метро — «Проспект Просвещения» и «Озерки».
Нумерация домов начинается от проспекта Луначарского.

## История
В 60-х и 70-х годах XX века на территории нынешней улицы Композиторов находилась деревянная застройка, и земли совхоза «Пригородный». Строительство жилых домов началось с 1977 года.
Название присвоено 4 июля 1977 года. Как и многие улицы в микрорайоне, названа в честь деятелей культуры Советского Союза.

## Достопримечательности
- Памятник кошкам блокадного Ленинграда — во дворе дома № 4
- Сквер Соллертинского (между д.7 и д.13, корп.1)[2]